# Torneo Competencia 1959
El Torneo Competencia 1959 fue la vigésima edición del Torneo Competencia. Compitieron los doce equipos de Primera División. El campeón fue Nacional por segunda vez consecutiva. La forma de disputa fue de un torneo a una rueda todos contra todos.

## Posiciones
| Puesto | Equipo         | Pts. | PJ | PG | PE | PP | GF | GC | Dif. |
| ------ | -------------- | ---- | -- | -- | -- | -- | -- | -- | ---- |
| 1º     | Nacional       | 16   | 9  | 8  | 0  | 1  | 26 | 8  | 18   |
| 2º     | Sud América    | 15   | 9  | 6  | 3  | 0  | 16 | 9  | 7    |
| 3º     | Peñarol        | 14   | 9  | 6  | 2  | 1  | 20 | 8  | 12   |
| 4º     | Rampla Juniors | 13   | 9  | 6  | 1  | 2  | 20 | 12 | 8    |
| 5º     | Defensor       | 7    | 9  | 2  | 3  | 4  | 8  | 16 | -8   |
| 6º     | Wanderers      | 6    | 9  | 2  | 2  | 5  | 19 | 19 | 0    |
| 7º     | Danubio        | 6    | 9  | 2  | 2  | 5  | 15 | 17 | -2   |
| 8º     | Liverpool      | 5    | 9  | 2  | 1  | 6  | 10 | 19 | -9   |
| 9º     | Racing         | 4    | 9  | 1  | 2  | 6  | 8  | 18 | -10  |
| 10º    | Cerro          | 4    | 9  | 1  | 2  | 6  | 9  | 25 | -16  |

| Campeón Nacional 6.to título |

## Resultados
| Nacional       | 5-0 | Defensor       |
| Peñarol        | 2-1 | Danubio        |
| Sud América    | 2-1 | Liverpool      |
| Wanderers      | 5-0 | Cerro          |
| Rampla Juniors | 2-0 | Racing         |
| Peñarol        | 3-2 | Rampla Juniors |
| Nacional       | 2-1 | Racing         |
| Liverpool      | 3-1 | Cerro          |
| Danubio        | 3-2 | Wanderers      |
| Sud América    | 2-0 | Defensor       |
| Nacional       | 5-1 | Liverpool      |
| Rampla Juniors | 3-1 | Cerro          |
| Wanderers      | 3-3 | Racing         |
| Peñarol        | 1-1 | Sud América    |
| Danubio        | 3-3 | Defensor       |
| Peñarol        | 5-0 | Cerro          |
| Nacional       | 1-0 | Wanderers      |
| Racing         | 1-0 | Liverpool      |
| Sud América    | 1-0 | Danubio        |
| Rampla Juniors | 1-0 | Defensor       |
| Sud América    | 2-1 | Nacional       |
| Peñarol        | 1-1 | Liverpool      |
| Cerro          | 2-2 | Defensor       |
| Danubio        | 3-1 | Racing         |
| Rampla Juniors | 4-1 | Wanderers      |
| Peñarol        | 2-1 | Wanderers      |
| Nacional       | 3-0 | Cerro          |
| Rampla Juniors | 2-1 | Danubio        |
| Defensor       | 1-0 | Liverpool      |
| Sud América    | 1-0 | Racing         |
| Nacional       | 4-3 | Danubio        |
| Peñarol        | 2-0 | Defensor       |
| Sud América    | 2-2 | Rampla Juniors |
| Wanderers      | 4-2 | Liverpool      |
| Cerro          | 3-1 | Racing         |
| Wanderers      | 2-2 | Sud América    |
| Rampla Juniors | 3-0 | Liverpool      |
| Nacional       | 1-0 | Peñarol        |
| Danubio        | 0-0 | Cerro          |
| Racing         | 0-0 | Defensor       |
| Peñarol        | 4-1 | Racing         |
| Sud América    | 3-2 | Cerro          |
| Liverpool      | 2-1 | Danubio        |
| Nacional       | 4-1 | Rampla Juniors |
| Defensor       | 2-1 | Wanderers      |